# Distretto di Nakło
Il distretto di Nakło (in polacco powiat nakielski) è un distretto polacco appartenente al voivodato della Cuiavia-Pomerania.

## Geografia antropica

### Suddivisioni amministrative
Il distretto comprende 5 comuni.
- Comuni urbano-rurali: Kcynia, Mrocza, Nakło nad Notecią, Szubin
- Comuni rurali: Sadki